# Saskia Reeves
Saskia Reeves, född 16 augusti 1961 i Paddington, London, är en brittisk skådespelare. Reeves har medverkat i filmer som Close My Eyes (1991), I.D. (1995), En julsaga (1999) och Our Kind of Traitor (2016) samt miniserier som Dune (2000) och Belgravia (2020).

## Filmografi i urval
- 1987 – Förvandlingen (TV-film)
- 1991 – Antonia and Jane
- 1991 – Close My Eyes
- 1992 – The Bridge
- 1995 – I.D.
- 1999 – En julsaga
- 1999 – Heart
- 2000 – Dune (Miniserie)
- 2007 – Tyst vittne (TV-serie)
- 2009 – Morden i Midsomer: The Sword of Guillaume (TV-serie)
- 2010 – Luther (TV-serie)
- 2010 – Wallander (TV-serie)
- 2011 – Women in Love
- 2013 – Vera (TV-serie)
- 2013 – Nymphomaniac
- 2015 – Wolf Hall (TV-serie)
- 2019 – Mord i paradiset (TV-serie)
- 2020 – Belgravia (TV-serie)
- 2024 – The Outrun